# Эмблема Мали
Эмблема (герб) Мали — принята 20 октября 1973 года. Представляет собой круглый щит, в голубом поле которого представлены основные символы государства: мечеть, стервятник в полёте, восходящее золотое солнце и национальное оружие — белые луки. Девиз Республики, вписанный в щит, гласит: «Un peuple, un but, une foi» («Один народ, одна цель, одна вера»).

## Символика
Расположенная в центре Великая мечеть Дженне олицетворяет ислам, с ним связано 95 % населения Мали. Гриф является символом культуры и истории Мали, поскольку птица заимствована из историй и фольклора. Стрелы олицетворяют готовность к защите. Синий цвет в геральдике олицетворяет красоту и величие. В Сахаре синий цвет является цветом жизни, поскольку ассоциируется с водой. Золотой цвет в геральдике символизирует богатство, но в данном случае является символом солнца, нового дня и надежды. Серебряный цвет в геральдике является цветом чистоты помыслов.

## История эмблемы
| Герб Мали 1973—1981 |